# Scoglio del Sacramento
Lo scoglio del Sacramento (o scoglio Sacramento) è un'isola dell'Italia appartenente all'arcipelago delle isole Pelagie, in Sicilia. Amministrativamente appartiene a Lampedusa e Linosa, comune italiano del libero consorzio comunale di Agrigento. Si trova di fronte alla baia della Madonnina dell'isola di Lampedusa.